# Universitat de Lisboa
La Universitat de Lisboa (ULisboa) MHSE és una universitat pública portuguesa, amb seu a l'Albereda de la Universitat, a Alvalade, Lisboa, tenint diversos pols distribuits per la ciutat i municipis limítrofs. Resulta de la fusió de l'antiga Universitat de Lisboa, creada per decret del 22 de març de 1911, amb la Universitat Tècnica de Lisboa, creada per decret del 2 de desembre de 1930, passant també a englobar l'Estadi Universitari de Lisboa (fins llavors una estructura en la dependència directa del Ministeri d'Educació i Ciència).
El 2016 era la major universitat portuguesa en el que pertoca al nombre d'alumnes i pressupost,
La fusió va ser aprovada pel Decret Llei n.º 266-I/2012, del 31 de desembre de 2012, havent estat concretada amb la presa de possessió del primer rector, António Cruz Serra, el 25 de juliol de 2013.
En l'edició de 2017 del Rànquing de Xangai, la institució va quedar classificada en l'interval [151-200], sent la universitat portuguesa més ben col·locada en aquella classificació.

## Història

### Antecedents històrics
El 12 de novembre de 1288, un grup de clergues portuguesos sol·licitava al Papa Nicolau IV la fundació d'un Estudi General a Portugal. La primera universitat portuguesa seria després establerta a Lisboa, en data compresa entre el 1288 i el 1290, quan en Dionís I de Portugal promulga la carta Scientiae thesaurus mirabili (datada de l'1 de març d'aquell any), conferint diversos privilegis als estudiants de l'Estudi General de Lisboa. El Papa Nicolau IV la reconeix poc després, el 9 d'agost de 1290 a través de la bula “De statu regni Portugaliae”, amb les Facultats d'Arts, Dret Canònic, Dret Civil i Medicina. Al llarg del segle xiv, la universitat portuguesa va conèixer una gran inestabilitat, estant per motius diversos transferida, diverses vegades, de Lisboa a Coïmbra i viceversa. Així, el 1308 va ser transferida a Coïmbra. El 1328 torna a Lisboa, sent novament transferida a Coïmbra el 1354. El 1377 torna a Lisboa. Finalment, el 1537, s'instal·la definitivament a Coïmbra. Durant prop de tres segles, la Universitat de Coïmbra va ser l'única universitat pública portuguesa (entre el 1559 i el 1759, quan els Jesuïtes van compartir el monopoli de l'ensenyament amb la Universitat d'Évora).

### La refundació de les escoles d'ensenyament superior a la capital
Va ser a partir del final del segle xviii i, sobretot, al llarg del segle XIX que van ser refundades a Lisboa institucions d'ensenyament superior, encara que hagués de passar un segle per ser erigides en universitats. Així, el 1759 el Marquès de Pombal creava l'Aula del Comerç, antecessor de l'actual Institut Superior d'Economia i Gestió i, el 1781 era creada l'Aula Règia del Dibuix i de la Figura, primera antecessora directa de les Facultats d'Arquitectura i de Belles Arts.
Ja al segle xix, van ser successivament creades, encara sota el signe del vintismo la Règia Escola de Cirurgia (1825), instal·lada a l'Hospital de são José (en ella estarà l'origen de l'Escola Medico-Quirúrgica de Lisboa, creada el 1836 i finalment de l'actual Facultat de Medicina de la Universitat de Lisboa, fundada el 1911), i la Reial Escola Veterinària, ja durant el govern d'en Miquel I de Portugal (1830), que estarà en l'origen, successivament, de l'Institut d'Agronomia i Veterinària (1886), de l'Escola Superior de Medicina Veterinària (1911) i de l'Institut Superior d'Agronomia (1911).
Després del triomf definitiu del liberalisme, van ser creades, per decrets de Passos Manuel de 1836, a més de la ja citada Escola MedicoQuirúrgica de Lisboa l'Acadèmia de Belles Arts de Lisboa, instal·lada al Convent de São Francisco de la Ciutat, d'on naixeria, més tard, l'Escola Superior de Belles Arts de Lisboa i les Facultats de Belles Arts de la Universitat de Lisboa i d'Arquitectura. L'any següent, era el torn de néixer per a l'Escola Politècnica, instal·lada a l'antic Col·legi dels Nobles, antecessora de l'actual Facultat de Ciències. El 1844, durant el govern de Costa Cabral, l'Aula del Comerç dona lloc a l'Escola de Comerç de Lisboa.
Amb l'inici del Fontismo, són fundats l'Institut Industrial de Lisboa (1852), que estarà en la base de l'Institut Superior Tècnic i, per carta de llei d'en Pere V de Portugal del 8 de juny de 1859 era fundat el Curs Superior de Lletres. El 1869, per fusió amb de l'Institut Industrial de Lisboa amb l'Escola de Comerç, és creat el nou Institut Industrial i Comercial de Lisboa, que estarà en la base de l'Institut Superior Tècnic i de l'Institut Superior d'Economia i Gestió.
El 1906, vindria encara a ser fundada l'Escola Colonial, que estaria en l'origen, successivament, de l'Escola Superior Colonial (1927), de l'Institut Superior d'Estudis Ultramarins (1954) i de l'Institut Superior de Ciències Socials i Política Ultramarina (1962), actual Institut Superior de Ciències Socials i Polítiques (des de 1975).

### La creació de la Universitat "Clàssica" de Lisboa (1911)

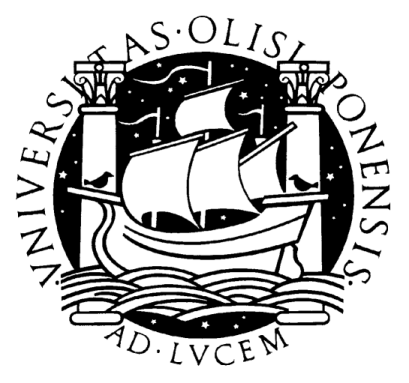
Escut de la Universitat "Clàssica" de Lisboa

A través del decret llei del 19 d'abril de 1911 va ser fixada l'orgànica de la Universitat de Lisboa.
A través d'aquell diploma legal van ser instituïdes les noves facultats de Medicina i de Farmàcia, en substitució de l'Escola Medico-Quirúrgica. La Facultat de Ciències va ampliar i va substituir l'Escola Politècnica de Lisboa preexistent. El Curs Superior de Lletres (fundat pel rei) va donar lloc a la Facultat de Lletres. Va ser també creada la Facultat de Ciències Econòmiques i Polítiques de Lisboa, que, el 1913, seria transformada en Facultat d'Estudis Socials i de Dret i, finalment, el 1918, convertida en l'actual Facultat de Dret, del que va ser el primer rector Afonso Costa, preeminent figura de la Primera República la seua posició a la Universitat de Lisboa va compensar el fet que, fins llavors, l'aclaparadora majoria dels governants del país foren provinents de la Facultat de Dret de Coïmbra.
A aquestes facultats vindrien a sumar-se les de, ja a la fi del segle xx, en les dècades de 1980 i 1990, la Facultat de Psicologia i Ciències de l'Educació (amb arrels en la Facultat de Lletres), la Facultat de Medicina Dentària (amb la integració, el 1991, de l'Escola Superior de Medicina Dentària de Lisboa, creada el 1975) i la Facultat de Belles Arts (amb la integració, el 1991, de l'Escola Superior de Belles Arts de Lisboa).

### La creació de la Universitat Tècnica de Lisboa (1930)

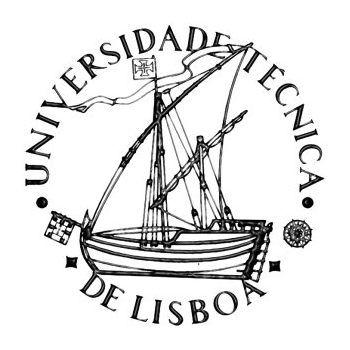
Escut de la Universitat Tècnica de Lisboa

La Universitat Tècnica de Lisboa va ser creada, el 1930, a partir de quatre escoles ja existents: l'Escola Superior de Medicina Veterinària, actual Facultat de Medicina Veterinària, l'Institut Superior d'Agronomia, l'Institut Superior de Ciències Econòmiques i Financeres, actual Institut Superior d'Economia i Gestió i l'Institut Superior Tècnic.
Posteriorment, va ser integrada per tres establiments més d'ensenyament superior: El 1961 per l'Institut Superior d'Estudis Ultramarins, actual Institut Superior de Ciències Socials i Polítiques; el 1976 per l'Institut Nacional d'Educació Física, reanomenat Institut Superior d'Educació Física, actual Facultat de Motricitat Humana; el 1979, per la Facultat d'Arquitectura, succeint a la secció d'Arquitectura de l'Escola Superior de Belles Arts de Lisboa.

### La fusió entre la UL i la UTL
Després d'un procés d'integració entre la Universitat de Lisboa i la Universitat Tècnica de Lisboa i d'acord amb el Govern, va ser aprovada, pel Decret Llei n.º 266-I/2012, del 31 de desembre, la fusió entre les dues universitats.
Els Estatuts de la nova universitat van ser homologats pel despatx normatiu n.º 5-A/2013 (2a sèrie), del 19 d'abril.
En els termes de l'article 16è d'aquell Decret Llei, la fusió va produir efectes el 25 de juliol de 2013, data de la presa de possessió del nou rector de la Universitat de Lisboa, Prof. Doctor António de la Cruz Serra, en una cerimònia realitzada a l'Aula Magna de la universitat.

### La Universitat després de la fusió
La fusió va donar origen a la major universitat de Portugal, quarta major de la Península Ibèrica i una de les majors d'Europa.

## Associació Acadèmica de la Universitat de Lisboa

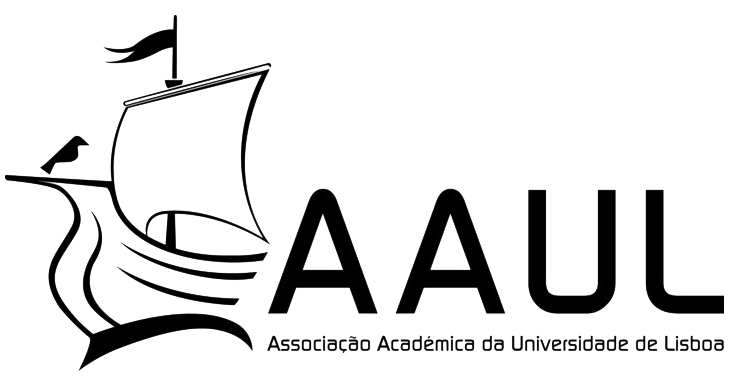
Logotip de l'Associació Acadèmica de la Universitat de Lisboa

L'Associació Acadèmica de la Universitat de Lisboa (AAUL) és l'estructura que representa els interessos col·lectius dels estudiants de la Universitat de Lisboa (ULisboa).
El dia 8 de març de 2007 va tenir lloc, en la Rectoria de la Universitat de Lisboa, l'Assemblea fundadora de la AAUL. Aquesta Associació de caràcter federatiu va néixer de la iniciativa de les Associacions d'Estudiants de totes les Facultats de la Universitat de Lisboa. Just tenint un caràcter federatiu, les eleccions pels òrgans socials de l'AAUL són realitzades democràticament a través del vot directe dels estudiants de la ULisboa i la participació també està oberta a tots els estudiants de la ULisboa, tenint les associacions associades representació i influència en el Consell General de l'AAUL, sent aquest presidit pel President de la Mesa de l'Assemblea Magna. Amb la seu al Centre Acadèmic del Caleidoscopi a la Ciutat Universitària, l'AAUL representa la col·lectivitat dels estudiants de la Universitat de Lisboa, respectant sempre el principi de la Subsidiarietat (present en l'Article 13è dels Estatuts de l'AAUL), i és independent de l'Estat, de partits polítics, d'organitzacions religioses, filosòfiques, sindicals o altres.

### Estatuts de la AAULisboa
Estatuts de l'Associació Acadèmica de la Universitat de Lisboa (AAULisboa)

## Localització
En ocasió de la seva creació, la Universitat de Lisboa va veure les facultats que la constituïen disperses per la ciutat no tenint un edifici propi al cos administratiu de la universitat. Així, tot i que les diverses facultats haguessin passat a integrar només una universitat, la Facultat de Ciències va romandre a les instal·lacions de l'Escola Politècnica al Príncep Reial, les Facultats de Farmàcia i Medicina van romandre a l'edifici de l'Escola MedicoQuirúrgica al Camp dels Màrtirs de la Pàtria, la Facultat de Lletres va romandre a annexos de l'edifici de l'Acadèmia de les Ciències de Lisboa, i la Facultat de Ciències Econòmiques i Polítiques va romandre al Palau Valmor, al Camp dels Màrtirs de la Pàtria.
Així, va ser només el 1920 que la localització de la futura Ciutat Universitària queda definida, amb la signatura de l'escriptura d'un terreny amb aproximadament 149.000 m² a Palma de Cima al costat del Campo Grande, per part de la Facultat de Medicina de la Universitat de Lisboa i la compra de la Quinta de la Torrinha, amb prop de 38.000 m², per part de la Facultat de Farmàcia de la Universitat de Lisboa.
La compra d'aquests terrenys no va ser, tanmateix, prou per impulsar la construcció de nous edificis per albergar la Universitat de Lisboa. La revolució del 28 de maig de 1926 i conseqüent implantació de la Dictadura Nacional van constituir un obstacle més per a la realització d'aquest projecte. Així, a la fi dels anys 20, la construcció d'una ciutat universitària al costat del Campo Grande apareixia com una hipòtesi menys econòmica i real, cara a la possibilitat d'adquirir i remodelar edificis al Camp dels Màrtirs de la Pàtria, on ja es localitzaven les Facultats de Medicina i Dret. Tot i això aquesta era una possibilitat que, sent més apel·lativa al govern, era contestada per diverses personalitats de la universitat de Lisboa.
Va ser el 1935 que va ser aprovada la hipòtesi de construcció de la ciutat universitària al costat del Campo Grande i van iniciar finalment els projectes arquitectònics. Així, Porfírio Pardal Monteiro és encarregat de la tasca de dissenyar la rectoria i les Facultats de Dret i Lletres i l'hospital és encomanat a Hermann Diestel. Així, el projecte d'unificació de la Universitat de Lisboa es va materialitzar finalment.
Després de la fusió, la universitat va passar a comprendre diversos campus difosos per la ciutat de Lisboa i fora d'ella (als municipis de Loures, Oeiras i Cascais).

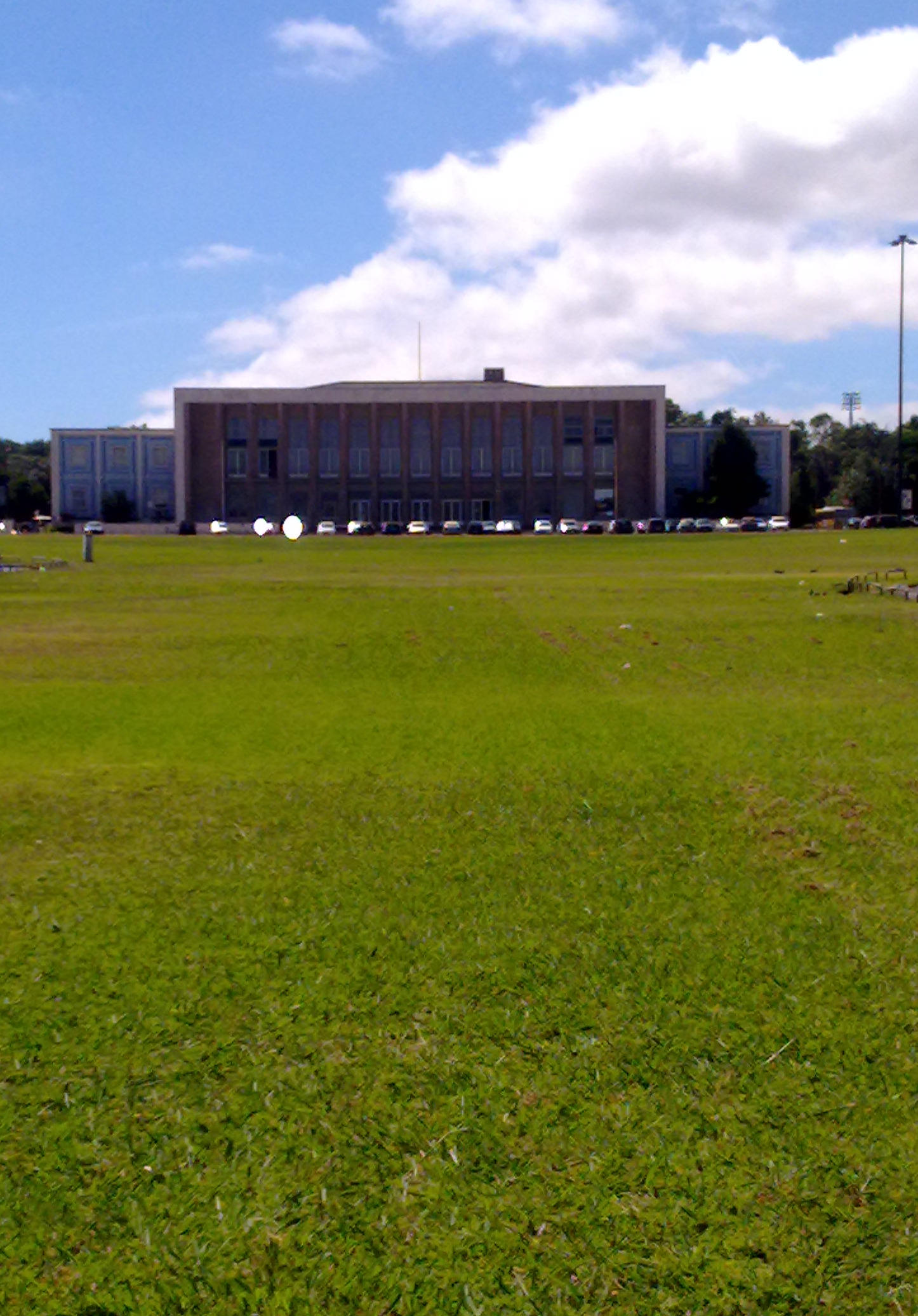
Albereda de la Ciutat Universitària i Rectoria de la Universitat de Lisboa

Actualment la ULisboa conta amb els següents Campus Universitaris:
- Campus de l'Ajuda amb les Facultats d'Arquitectura i de Medicina Veterinària, els Instituts Superiors d'Agronomia i de Ciències Socials i Polítiques, l'Observatori Astronòmic de Lisboa i la secció de l'Ajuda de l'Estadi Universitari;
- Campus de l'Alameda amb l'Institut Superior Tècnic;
- Campus del Chiado amb la Facultat de Belles Arts;
- Campus de la Ciutat Universitària amb la Rectoria, les Facultats de Ciències, de Dret, de Farmàcia, de Lletres, de Medicina, de Medicina Dentària i de Psicologia, els Instituts de Ciències Socials, d'Educació i el de Geografia i Ordenament del Territori, els Serveis d'Acció Social (SAS), l'Estadi Universitari i el Caleidoscópio;
- Campus de la Guia amb el Laboratori Marítim de la Guia de la Facultat de Ciències;[28]
- Campus del Jamor amb la Facultat de Motricitat Humana;
- Campus de Loures amb el Campus Tecnològic i Nuclear de l'Institut Superior Tècnic;
- Campus del Quelhas amb Institut Superior d'Economia i Gestió;
- Campus de la Politècnica amb els Museu Nacional d'Història Natural i de la Ciència (antiga Facultat de Ciències);
- Campus del Taguspark amb l'Institut Superior Tècnic.

## Organització i administració
La Universitat de Lisboa és una universitat descentralitzada integrant un conjunt d'Escoles, així com integra la Rectoria i els serveis cèntrics, els Col·legis i les Unitats Especialitzades.

### Administració central
Són òrgans de govern de la Universitat:
- Consell General que és l'òrgan de decisió estratègica i de supervisió de la Universitat, i responsable de l'elecció del Rector de la ULisboa;
- Rector que és l'òrgan superior de govern, de direcció i de representació externa de la ULisboa;
- Consell de Gestió que és l'òrgan de gestió administrativa, patrimonial i financera de la ULisboa, així com de gestió dels recursos humans.

La Universitat disposa encara dels següents òrgans:
- Senat que és l'òrgan consultiu de representació de la comunitat acadèmica i de les Escoles que integren la ULisboa;
- Consell de Coordinació Universitària que és l'òrgan que recolza el Rector assegurant una articulació permanent entre el govern central i el govern de les Escoles;
- Proveïdor de l'Estudiant que és un òrgan independent de la ULisboa que té com funció la defensa i la promoció dels drets i interessos dels estudiants en l'àmbit de la ULisboa.

#### Presidents del Consell General
- (2013-2021): Leonor Beleza.
- (2021-presente): Eng.º Carlos Alberto Brito Pina.

#### Rectors de la ULisboa
- (2013-2021): António Manuel da Cruz Serra (Institut Superior Tècnic)
- (2021-presente): Luís Manuel dos Anjos Ferreira (Facultat de Medicina Veterinària)[30]

António Sampaio de la Nóvoa (Institut d'Educació)
António Manuel de la Creu Serra (Institut Superior Tècnic)

### Escoles
La Universitat de Lisboa compren divuit unitats orgàniques, anomenades Escoles (d'acord amb els seus Estatuts), podent adquirir la designació de Facultat o Institut. Cada una de les Escoles disposa d'organs de govern i de gestió propies.

Les 18 Escoles de la ULisboa són:
- Facultat d'Arquitetura
- Facultat de Belles Arts
- Facultat de Ciències
- Facultat de Dret
- Facultat de Farmàcia
- Facultat de Lletres
- Facultat de Medicina
- Faculdtat de Medicina Dentària
- Facultat de Medicina Veterinària
- Facultat de Motricitat Humana
- Facultat de Psicologia
- Institut de Ciències Socials
- Institut d'Educació
- Institut de Geografia i Ordenament del Territori
- Institut Superior d'Agronomia
- Institut Superior d'Economia i Gestió
- Institut Superior de Ciències Socials i Polítiques
- Institut Superior Tècnic

### Col·legis
D'acord amb els Estatuts de la Universitat de Lisboa els Col·legis són espais no orgànics que incorporen programes d'investigació científica, d'innovació tecnològica i d'ensenyament, que impliquen, obligatòriament, docents i investigadors de diverses Escoles.
Els Col·legis poden assumir el caràcter funcional d'escoles doctorals, associant, en aquest cas, unitats d'investigació degudament reconegudes i avaluades. Els Col·legis poden encara acollir i associar-se a iniciatives exteriors, mitjançant acords de reconegut mèrit i interès per la Universitat.

## Perfil acadèmic

### Biblioteques i Centres de Documentació
Les Biblioteques de la Universitat de Lisboa comprenen 35.000 Biblioteques i Centres de Documentació, totalitzen 198.876 lectors registrats, ocupen una àrea de prop de 35.000 m2, distribuïda geogràficament per la ciutat de Lisboa, oferint un total de 3.350 llocs de lectura i consulta, així com prop de 500 llocs informatitzats, dirigits a la comunitat acadèmica i al ciutadà - en els quals s'inclouen llocs destinats a alumnes amb necessitats educatives especials, llocs fixos per lectors, i llocs amb accés integral a la xarxa wireless.
A fi de correspondre a les necessitats dels usuaris (estudiants, docents, investigadors i personal tècnic i administratiu), les biblioteques de la ULisboa s'especialitzen en diversos dominis temàtics, oferint variats serveis, tals com la consulta i lectura presencial de llibres, publicacions periòdiques, monografies, documents electrònics i documents cartogràfics; el préstec domiciliari; el préstec interbiblioteques; l'accés a bases de dades i l'oferta d'accions de formació.

### Serveis d'Acció Social
Els Serveis d'Acció Social de la Universitat de Lisboa (SASULisboa) tenen com missió proporcionar suports socials per afavorir la igualtat d'oportunitats en l'accés, contribuint per la formació integral dels seus estudiants, en context acadèmic de ciutadania activa.

### Museus
Els Museus de la Universitat de Lisboa tenen com missió promoure la curiositat i la comprensió pública sobre la naturalesa i la ciència, aproximant la Universitat a la Societat. Aquesta missió és aconseguida a través de la valorització de les seves col·leccions i del patrimoni universitari, de la investigació, de la realització d'exposicions, conferències i altres accions de caràcter científic, educatiu, cultural i d'oci.
Els Museus de la ULisboa recolzen la investigació i l'ensenyament en les àrees de la zoologia i antropologia, de la botànica, de la mineralogia i geologia, i de les altres ciències naturals i estimula l'estudi i la divulgació de la història de les ciències i de les tècniques, contribuint per la formació científica i cultural dels estudiants en aquests dominis.
El Museus també assumeixen una responsabilitat, allargada al context nacional, en la conservació i estudi de les col·leccions biològiques i geològiques i del patrimoni cultural historic i científic, establint societats per la valorització i utilització de les col·leccions museològiques i del patrimoni de la ULisboa i d'altres institucions.
Són administrats per la unitat de Museus de la Universitat de Lisboa:
- Museu Nacional d'Història Natural i de la Ciència (MUHNAC);
- Observatori Astronòmic de Lisboa;
- Jardí Botànic de Lisboa;
- Jardí Botànic Tropical;

### Estadi Universitari
L'Estadi Universitari de Lisboa (EULisboa), amb instal·lacions esportives situades al Campus de la Ciutat Universitària i al Campus de l'Ajuda, és el servei de la Universitat de Lisboa que promou l'esport, la salut i l'oci.

### Associacions d'Estudiants
L'Associació Acadèmica de la Universitat de Lisboa representa els interessos col·lectius dels estudiants de la ULisboa i les Associacions d'Estudiants de la ULisboa representen els estudiants de cada Escola, sent aquestes estructures responsables pel seu acolliment i interacció a l'espai acadèmic, promovent activitats i esdeveniments d'àmbit pedagògic, acadèmic, cultural i esportiu, posen a disposició serveis de reprografia, suport en la busca d'ocupació, entre d'altres.

Les Associacions d'Estudiants de la ULisboa són:
- AAUL - Associação Académica da Universidade de Lisboa
- AEFA - Associação de Estudantes da Faculdade de Arquitetura
- AEFBA - Associação de Estudantes da Faculdade de Belas-Artes
- AEFCL - Associação dos Estudantes da Faculdade de Ciências de Lisboa
- AAFD - Associação Académica da Faculdade de Direito
- AEFF - Associação dos Estudantes da Faculdade de Farmácia
- AEFL - Associação de Estudantes da Faculdade de Letras
- AEFM - Associação de Estudantes da Faculdade de Medicina
- AAFMD - Associação Académica da Faculdade de Medicina Dentária
- AEFMV - Associação dos Estudantes da Faculdade de Medicina Veterinária
- AEFMH - Associação dos Estudantes da Faculdade de Motricidade Humana
- AEFPIE - Associação de Estudantes da Faculdade de Psicologia e do Instituto de Educação
- AEIGOT - Associação de Estudantes do Instituto de Geografia e Ordenamento do Território
- AEISA - Associação dos Estudantes do Instituto Superior de Agronomia
- AEISCSP - Associação de Estudantes do Instituto Superior de Ciências Sociais e Políticas
- AEISEG - Associação de Estudantes do Instituto Superior de Economia e Gestão
- AEIST - Associação dos Estudantes do Instituto Superior Técnico

## Investigació
La Universitat de Lisboa acull, a través de les seves Escoles, Unitats d'Investigació, pròpies o associades que defineixen, en els termes de la llei, dels Estatuts i de les normatives aplicables, les seves finalitats i estructura interna. En el total son prop de 106 centres i instituts d'investigació, a més de disposar de 10 dels 26 laboratoris associats nacionals, que són unitats d'investigació que contribueixen activament pel desenvolupament científic i tecnològic.

## Cronologia de la ULisboa[37]
| Any  | Esdeveniment |
| ---- | --- |
| 1290 | El Rei don Dinis crea l'Estudi General en Lisboa |
| 1537 | La universitat és transferida per Coimbra |
| 1759 | Creació de l'Aula de Comerç |
| 1781 | Creació de l'Aula de Dibuix de Figura i Arquitectura Civil (vulgarment coneguda per Aula del Risco) |
| 1825 | Creació de la Real Escola de Cirurgia de Lisboa |
| 1830 | Creació de l'Escola Veterinària |
| 1836 | Creació de l'Acadèmia de Belles-Arts de Lisboa a partir de l'Aula de Dibuix de Figura i Arquitectura Civil Creació del Conservatori d'Arts i Ofícios de Lisboa Transformació de la Real Escola de Cirurgia de Lisboa en l'Escola Metge-Quirúrgica de Lisboa Creació de l'Escola de Farmàcia annexa a l'Escola Metge-Quirúrgica de Lisboa                                                                |
| 1837 | Creació de l'Escola Politècnica de Lisboa |
| 1844 | Integració del Conservatori d'Arts i Ofícios de Lisboa en l'Escola Politècnica de Lisboa |
| 1852 | Creació de l'Institut Agrícola de Lisboa Creació de l'Institut Industrial de Lisboa |
| 1855 | Integració de l'Escola Veterinària en l'Institut Agrícola de Lisboa |
| 1859 | Creació del Curs Superior de Lletres en Lisboa |
| 1864 | Transformació de l'Institut Agrícola de Lisboa en l'Institut General d'Agricultura |
| 1869 | Integració de l'Escola de Comerç en l'Institut Industrial de Lisboa, que va passar a denominar-se Institut Industrial i Comercial de Lisboa |
| 1881 | Creació de l'Escola de Belles-Arts de Lisboa a partir de l'Acadèmia de Belles-Arts de Lisboa |
| 1886 | Transformació de l'Institut General d'Agricultura en l'Institut d'Agronomia i Veterinària |
| 1906 | Creació de l'Escola Colonial |
| 1910 | Creació de l'Escola de Medicina Veterinària i de l'Institut Superior d'Agronomia a partir de l'Institut d'Agronomia i Veterinària |
| 1911 | Creació de la Universitat de Lisboa, englobant la Facultat de Medicina (anterior Escola Metge-Quirúrgica), la Facultat de Ciències (anterior Escola Politècnica) i la Facultat de Lletres (anterior Curs Superior de Lletres) Creació de l'Institut Superior de Comerç i de l'Institut Superior Tècnic a partir de l'Institut Industrial i Comercial de Lisboa                                          |
| 1913 | Creació de la Facultat de Dret i de l'Escola Normal Superior en la Universitat de Lisboa |
| 1918 | Transformació de l'Escola de Medicina Veterinària en l'Escola Superior de Medicina Veterinària |
| 1920 | Creació de la Facultat de Farmàcia de la Universitat de Lisboa a partir de l'Escola de Farmàcia annexa a la Facultat de Medicina de Lisboa |
| 1930 | Creació de la Universitat Tècnica de Lisboa, englobant a Escola Superior de Medicina Veterinària, l'Institut Superior d'Agronomia, l'Institut Superior de Ciències Econòmiques i Financeres (anterior Institut Superior de Comerç) i l'Institut Superior Tècnic Extinció de l'Escola Normal Superior de la Universitat de Lisboa i creació del Curs de Ciències Pedagògiques de la Facultat de Lletres. |
| 1940 | Fundació de l'Institut Nacional d'Educació Física |
| 1954 | Transformació de l'Escola Superior Colonial en l'Institut Superior d'Estudis Ultramarins |
| 1957 | Transformació de l'Escola de Belles-Arts de Lisboa en l'Escola Superior de Belles-Arts de Lisboa |
| 1961 | Integració de l'Institut Superior de Ciències Socials i Política Ultramarina (anterior Institut Superior d'Estudis Ultramarins) en la Universitat Tècnica de Lisboa |
| 1972 | Transformació de l'Institut Superior de Ciències Econòmiques i Financeres en l'Institut Superior d'Economia |
| 1974 | Transformació de l'Institut Superior de Ciències Socials i Política Ultramarina en l'Institut Superior de Ciències Socials i Polítiques |
| 1975 | Creació de l'Institut Superior d'Educació Física de la Universitat Tècnica de Lisboa, a partir de l'Institut Nacional d'Educació Física |
| 1979 | Creació de la Facultat d'Arquitectura de la Universitat Tècnica de Lisboa |
| 1980 | Creació de la Facultat de Psicologia i Ciències de l'Educació de la Universitat de Lisboa |
| 1982 | Creació de l'Institut de Ciències Socials de la Universitat de Lisboa |
| 1992 | Integració en la Universitat de Lisboa de la Facultat de Belles-Arts i de la Facultat de Medicina Dentària |
| 2008 | Creació de l'Institut de Geografia i Ordenament del Territori de la Universitat de Lisboa, a partir del Departament de Geografia de la Facultat de Lletres Creació de la Facultat de Psicologia i de l'Institut d'Educació de la Universitat de Lisboa, per separació de la Facultat de Psicologia i Ciències de l'Educació de la Universitat de Lisboa                                                 |
| 2013 | Fusió de la Universitat de Lisboa i de la Universitat Tècnica de Lisboa en la Universitat de Lisboa |
| 2015 | Lliurament del Pavelló de Portugal a la Universitat de Lisboa Integració de l'Institut d'Investigació Científica i Tropical en la Universitat de Lisboa |